# Banisteriopsis hatschbachii
Banisteriopsis hatschbachii är en tvåhjärtbladig växtart som beskrevs av B. Gates. Banisteriopsis hatschbachii ingår i släktet Banisteriopsis och familjen Malpighiaceae. Inga underarter finns listade i Catalogue of Life.